# Adolf Levenstein
Adolf Levenstein (* 14. April 1870 in Berlin; † 29. Dezember 1942 in Theresienstadt) war ein deutscher Sozialforscher jüdischer Abstammung.

## Leben und Wirken
Levenstein stammte aus proletarischem Milieu und hat sich als Autodidakt durch Lektüre und Besuch von Universitätsvorlesungen weitergebildet, die ihn schließlich in den Stand versetzten zu promovieren. Er gehörte zu den ersten Sozialforschern, die Erhebungen über das Bewusstsein von Arbeitern durchführten. Im Archiv für Sozialwissenschaft und Sozialpolitik veröffentlichte Max Weber 1909 eine Rezension von drei Büchern Levensteins: Aus der Tiefe. Arbeiterbriefe (1908), Arbeiter-Philosophen und -Dichter (1909) und Lebens-Tragödie eines Tagelöhners (1909). Nach Wolfgang Schluchter handelte es sich um „Nebenprodukte“ von zwei Erhebungen Levensteins, die erste bezog sich auf die Einstellung von Arbeitern zum Massenstreik, die zweite auf die psychologische und physiologische Seite industrieller Arbeit. Letztere war noch im Gange, als Weber seine Rezension veröffentlichte, doch kannte er den zugehörigen Fragebogen. Die erste Enquete blieb unveröffentlicht, die zweite erschien 1912 unter dem Titel Die Arbeiterfrage. Mit besonderer Berücksichtigung der sozialpsychologischen Seite des modernen Großbetriebes und der psycho-physischen Einwirkungen auf die Arbeiter. Mit ihr wollte Levenstein das „Denken, Hoffen und Wünschen“ der Arbeiter ergründen, um „den ursächlichen Zusammenhang zwischen Technik und Seelenleben und daraus resultierenden Wirkungen weitmöglichst zu erfassen“. Mit dieser Intention versandte er 8003 Fragebogen mit 26 Fragen an Arbeiter, je tausend an acht Gruppen von Berg-, Textil- und Metallarbeitern, von denen er 5040 ausgefüllt zurückerhielt. Der Soziologe Horst Kern wertet die Rücklaufquote von 63 Prozent als ein erstaunliches Ergebnis. Obwohl von einem Außenseiter und Autodidakten durchgeführt, gilt ihm diese Enquete als eine „innovatorische Leistung“ in der empirischen Sozialforschung.
Levenstein hatte Max Weber mit seinem Unternehmen bekannt gemacht und dessen Rat erbeten. Zu der Zeit war Weber an der vom Verein für Socialpolitik initiierten Erhebung über Auslese und Anpassung der Arbeiterschaft der Großindustrie maßgeblich beteiligt. Wie Wolfgang Schluchter anmerkt, sei der Einfluss Webers auf Fragestellung und Auswertungsstrategie unverkennbar. Mit Verweis auf Eberhard Demm schreibt Joachim Radkau, dass die Untersuchungen von Levenstein „bis heute eine einzigartige Fundgrube an authentischen Zeugnissen über Arbeiterbewußtsein im Deutschen Kaiserreich darstellt und an dokumentarischen Wert die Enquete des Vereins für Sozialpolitik weit übertrifft (...).“
Levenstein sammelte auch literarische und philosophische Beiträge sowie einige Kunstwerke von Arbeitern, von denen er Beispiele auf einer vielbeachteten und umstrittenen „Arbeiter-Dilettanten-Kunstausstellung“ 1909/1910 in Berlin präsentierte.
Im Alter verarmte Levenstein. Er wurde in das Ghetto Theresienstadt deportiert, wo er 1942 umkam.

## Schriften
- als Herausgeber: Aus der Tiefe, Arbeiterbriefe. Beiträge zur Seelen-Analyse moderner Arbeiter. Morgen-Verlag, Berlin 1908, (zahlreiche Auflagen).
- als Herausgeber: Arbeiter-Philosophen und -Dichter. Band 1: Blech-, Berg-, Metall- und Textilarbeiter, Sticker, Handschuhmacher, Bäcker, Buchdrucker, Weberinnen, Dienstmädchen. Eberhard Frowein, Berlin 1909, (Digitalisat).
- Die Arbeiterfrage. Mit besonderer Berücksichtigung der sozialpsychologischen Seite des modernen Großbetriebes und der psycho-physischen Einwirkungen auf die Arbeiter. Ernst Reinhardt, München 1912, (Digitalisat).